# Nanumba sud
Le district de Nanumba sud est l’un des 20 districts de la Région du Nord (Ghana).